# Pigułka Hollowaya
Pigułka Hollowaya (ang. Holloway's pills) – pierwsze na świecie lekarstwo o nazwie chronionej prawnie, wyprodukowane przez Thomasa Hollowaya, rozpowszechnione poprzez szeroko zakrojoną akcję reklamową od 1837. Lekarstwo miało leczyć reumatyzm, podagrę, "paraliż", bronchit, rany, zołzy, a także wiele innych chorób. W skład leku wchodziły takie składniki jak: imbir, aloes i mydło.